# Мякутин, Александр Иванович
Александр Иванович Мякутин  (4 октября 1876 — 8 мая 1918) — известный фольклорист, военный юрист, член Всероссийского учредительного собрания

## Биография
Из казаков станицы Оренбургской 1-го военного округа Оренбургского казачьего войска (ОКВ). Сын полковника Оренбургского казачьего войска Ивана Александровича Мякутина (1845—1916). Числился по посёлку Елшанскому станицы Угольной 1-го военного отдела ОКВ. Выпускник Оренбургского Неплюевского кадетского корпуса. Начал военную службу 31 августа 1895 года, поступив в казачью сотню престижного Николаевского кавалерийского училища. 13 августа 1896 года присвоен чин хорунжего (старшинство 12.08.1896). В 1897 году окончил по 1-му разряду Николаевское кавалерийское училище. Поступил на службу в 1-ю Оренбургскую казачью батарею в Миргороде. Приказом от 1 июля 1901 году повышен в чине до сотника (старшинство 12.08.1900). С 20 мая 1901 по 30 апреля 1905 служил бригадным адъютантом Оренбургской казачьей конно-артиллерийской бригады. 

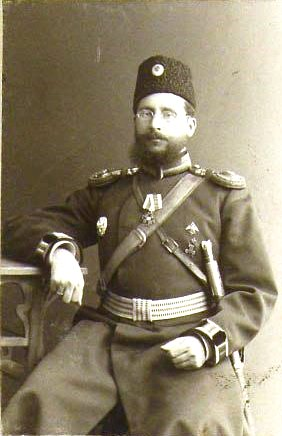
А. И. Мякутин в 1909 году.

С 31 октября 1904 года приказом разрешено носить очки.
Получил чин подъесаула (приказ 1 июля 1905; старшинство 12 августа 1904).
По некоторым сведениям находился под политическим надзором ещё в 1905 года, был близок к эсерам. В 1906 году в перехваченной полицией переписке с казаками станицы Магнитной старшими урядниками И. Некеровым и Ф. Ефимовым по одним св5едениям призывал их отказаться от службы в полиции, по другим -  советовал им поднимать свой голос за отмену сословных ограничений и введение в войске самоуправления. "Нам, братцы, надо соединяться в союзы, станица со станицей, так и весь отдел, а там, глядишь, и все войско объединится, писал Мякутин в письме, и начальство будет тогда прислушиваться к голосу выборных главарей союза". За этот проступок взят под негласный полицейский  надзор. Только вмешательство исполняющего обязанности Наказного атамана генерала-майора Ф. Ф. фон Таубе спасло Мякутина от наказания и позволило закончить учебу в Александровской военно-юридической академии. Таубе писал: "у подъесаула Мякутина в голове полнейший сумбур... но он безусловно не революционер". Дело закончилось лишь серьезным внушением.
В 1908 году выпускник по 1-му разряду Александровской военно-юридической академии. "За отличные успехи в науках" произведён в есаулы (приказ от 15 мая 1908; старшинство от  2 мая 1908). С 16 мая 1908 года поступил в распоряжение Главного военно-судного управления. С 3 июня 1909 по 29 мая 1910 года кандидат (с переименованием в капитаны) на военно-судебную должность при Петербургском военно-окружном суде. 29 мая 1910 стал помощником военного прокурора Туркестанского военно-окружного суда. Получил чин подполковник (приказ и старшинство от 6 декабря 1911). Повышен в чине, полковник (приказ и старшинство от 6 декабря 1915 с формулировкой "за отличие по службе"). С 15 июля 1916 года стал военным следователем Туркестанского военного округа. С 9 ноября 1916 по 4 апреля 1918 временно исполняющий должность военного следователя Самаркандского участка. В течение 10 лет А.И. Мякутин был членом "Общества взаимопомощи неплюевцев", помогавшего ограниченным в средствах воспитанникам его кадетского корпуса. Осенью 1917 проживал в Ташкенте.
По данным Л. Г. Протасова в конце 1917 или в начале 1918 года был избран во Всероссийское учредительное собрание в Оренбургском избирательном округе  по списку № 2 (Оренбургское казачье войско). Однако, в статье, написанной с использованием воспоминаний потомков Мякутина, сказано, что "его кандидатура не набрала достаточного количества голосов". В других биографических источниках указано на то, что он лишь "Баллотировался на выборах в Учред. собрание от ОрКВ". Вероятно, были обнаружены сведения об отказе кандидата, идущего в списке до Мякутина, быть избранным по Оренбургскому избирательному округу и о его желании считаться выбранным по другому округу, в этих случаях на место отказавшегося вводился следующий кандидат из того же кандидатского списка.
12 апреля 1918 уволен от службы.
Но по воспоминаниям дочери Марии Александровны А.И. Мякутин продолжал работать: "6 мая папа вернулся из командировки. В это время была эпидемия холеры. На другой день, вернувшись со службы из суда, сказал маме: "Маня, у меня начинается холера". А 8 мая в 6 часов утра папа умер.".

### Исторические и фольклорные исследования
С 1901 года  действительный член Оренбургской ученой архивной комиссии. Передал в дар Оренбургской ученой архивной комиссии рукописные сборники по истории Оренбургского казачьего войска. В 1902 году опубликовал небольшой сборник рассказов о казачьей жизни и документов по истории Оренбургского казачьего войска. В 1904 году вышел первый том собранных Мякутиным песен оренбургских казаков. Второй том, включающий Песни былевые", был опубликован в Оренбурге в 1905 году. Самой важной частью книги стали "Песни былевые безымянные", там была впервые была напечатана песня "Атаманушка", которая стала в годы гражданской войны и для эмигрантов гимном Оренбургского казачьего войска. Собирать песни для второго тома помогали более 80 человек. В 1906 году был издан и третий том песен, а в 1910 году - последний четвертый том. Благодаря усилиям А. И. Мякутина войсковой музыкальный хор Оренбургского казачьего войска стал одним из лучших в России и много гастролировал во разных городах империи.
В 1911 году в "Военно-историческом сборнике" Мякутин напечатал очерк "Гнездо самарских казаков". Во время Первой мировой войны  уходившим на фронт молодым казакам вручались, составленные Мякутиным  "Боевые заветы казаков".

## Семья
- Жена  — Мария Николаевна, урождённая Соколовская (1880—январь 1942), дочь титулярного советника[2], в 1918 в Ташкенте осталась вдовой с 6 детьми возрастом от 10 лет до 4-х месяцев, осенью 1921 года переехала к родственникам в Петроград, где семью Мякутиных поддерживали священники и прихожане единоверческой церкви, а после её закрытия академик А. А. Ухтомский[1], умерла в Ленинградскую блокаду[6], 
  - Дочь — Александра (12.05.1908[2]—1990-е), первый раз арестована 11.01.1933, срок 5 лет ИТЛ по ст. 58-10, 58-11[7], затем ещё 10 лет провела в сталинских лагерях[1].
  - Дочь — Мария (4.10.1910[2]—после 1996)[1]
  - Дочь — Анна (1 марта 1912—16 января 1996) в замужестве Корнилова[8]
  - Дочь — Ольга (13.03.1914[2]—февраль 1942), погибла во время блокады Ленинграда[6]
  - Сын — Иван (12.03.1916[2]—1990-е), родился в Ростове-на-Дону[9], воевал в ВОВ, вернулся инвалидом[1].
  - Дочь — Вера (16.01.1918—?)[2],
- Брат — Георгий (1883?—1952)[1]
- Брат — Сергей (1885?—1966)[1]
- Брат — Николай, казачий офицер, эмигрировал в Польшу в 1923[1]
- 4 сестры — имена ? (?—?)[1]

## Сочинения
- В 1 сб. рассказы "Степан Кузьмич Саталкин", "Хивинский пленник", "Рассказ Никиты" и множество док., во 2 - док. по истории 1 ОКбатр.
- Мякутин А. И. Песни оренбургских казаков. Выпуск 1. Оренбург, 1904. Песни исторические
- Мякутин А. И. Песни оренбургских казаков. Выпуск 2. Оренбург, 1905. Песни былевые
- Мякутин А. И. Песни оренбургских казаков. Выпуск 3. Оренбург, 1906. Песни бытовые
- Мякутин А. И. Песни оренбургских казаков. Выпуск 4. Санкт-Петербург., 1910. Обрядовые и духовные стихи и песни
- Мякутин А. И. Юридический быт киргизов: Труды Оренбургской ученой архивной комиссии. I. Вещное право. II. Обязательственное право. Вып. 25 / – Оренбург: Тип. Тургай. обл. правл., 1910. – 190 с.
- Мякутин А. И. Боевые заветы казаков. Ташкент, 1914;
- Мякутин А. И. Гнездо самарских казаков // Военный сборник (Санкт-Петербург.). 1911. № 4;
- Мякутин А. И. Туркестанский казачий круг // Оренбургский казачий вестник. 1917. 06.09. № 31. С. 1–2.

## Награды
- 12.08.1903 — орден Святого Станислава 3-й степени;
- 6.12.1911 — орден Святой Анны 3-й степени;
- 12.03.1913 — светло-бронзовая медаль 300 лет Царствования Дома Романовых;
- 22.03.1915 (ВП) — орден Святого Станислава 2-й степени «За отлично-ревностную службу и особые труды, вызванные обстоятельствами текущей войны»
- 30.07.1915 (ВП) — орден Святой Анны 2-й степени «За отлично-ревностную службу и особые труды, вызванные обстоятельствами текущей войны»;
- 6.12.1916 (ВП) — орден Святого Владимира 4-й степени.
- знак НКУ[2],
- нагрудный знак «В память 50-летия состояния великого князя Михаила Николаевича в должности генерал-фельдцейхмейстера»[2],
- знак Оренбургского казачьего войска[2].

### Рекомендуемые источники
- Миллер В. Отзыв о труде А. И. Мякутина «Песни Оренбургских казаков». Выпуск 4. СПб., 1910;
- Мякутины. История рода // Гостиный двор (Калуга). 1995. № 3. С. 81-91.

### Архивы
- ГАОО. Фонд 38. Опись 2. Дело 11.
- РГВИА. Фонд 409. Опись 1. Дело 177353. П/с 154—919 (1918 г.).